# Jakkolo

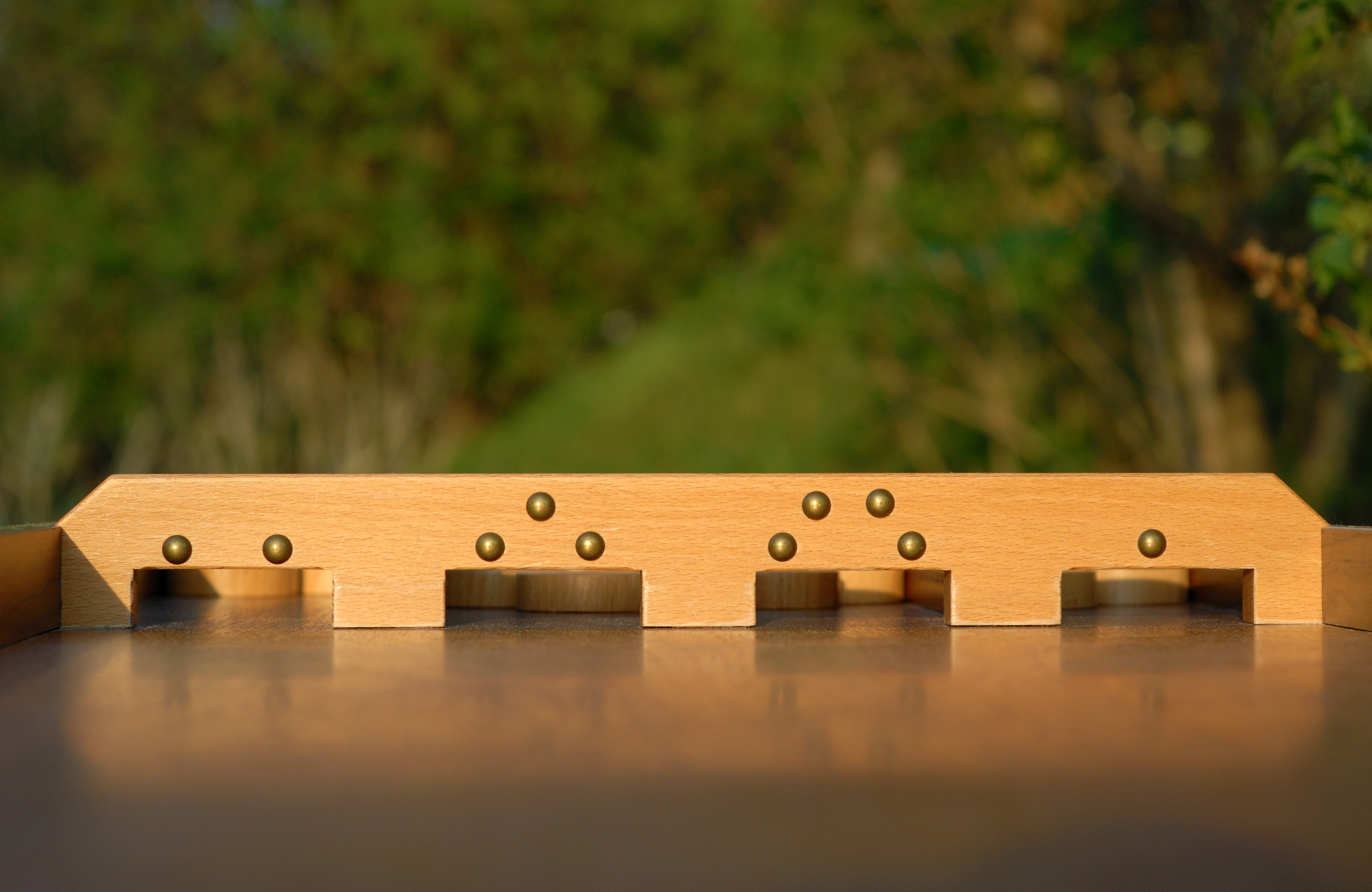
Spelplanens luckor.

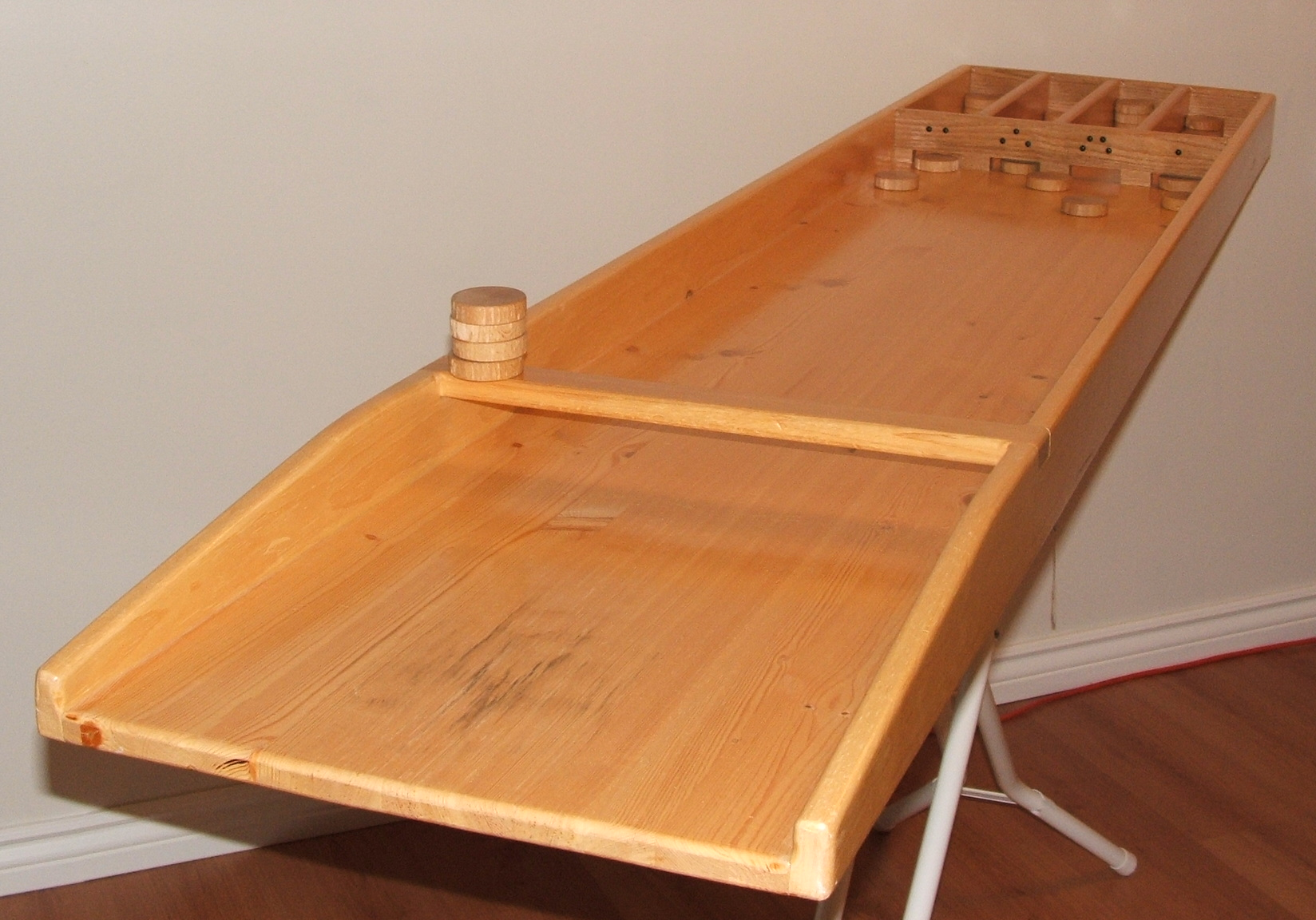
Spelplan med puckar.

Jakkolo är ett spel som går ut på att passa puckar genom luckor. 
Jakkolo spelas på en träbräda med måtten 200×40 centimeter. I slutet av brädan finns fyra luckor med olika poäng. Här ska spelaren få igenom träpuckar. Spelet har sitt ursprung i Nederländerna där det är över 400 år gammalt och kallas sjoelen. Under 1920-talet populariserades sporten. Namnet jakkolo kommer från den tyska affärsmannen Jakobus Schmidt som använde sitt smeknamn Jakko samt ändelsen -lo när han spred spelet i Tyskland.